# Geschichte Kenias
Die Geschichte Kenias umfasst die Geschichte des modernen Nationalstaates sowie des Protektorates und der Kolonie Kenia, aus dem der heutige Staat hervorging. Sie beinhaltet zudem die Geschichte dieses Territoriums vor der Kolonialisierung durch Großbritannien am Ende des 19. Jahrhunderts.
Damit umfasst sie Gruppen, die kulturell, sprachlich und religiös äußerst heterogen waren und sind. Bereits in vorkolonialer Zeit pflegten diese Gruppen Handels- und andere Kontakte untereinander. Im Staat Kenia sind sie zu einer Nation zusammengewachsen, die jedoch seit ihrem Bestehen auch stark durch ethnische Interessen, Konflikte und Identitäten geprägt ist.

Karte von Kenia

## Geschichtsschreibung zu Kenia
Wie der größte Teil des afrikanischen Kontinents südlich der Sahara galt auch Ostafrika für die westliche Geschichtsschreibung lange als gegenstandslos. Afrika sei „kein geschichtlicher Weltteil, er hat keine Bewegung und Entwicklung aufzuweisen“, fasste Hegel den Wissensstand des 18. Jahrhunderts über Afrika zusammen. Bis zum Beginn des 20. Jahrhunderts änderte sich an dieser unter Historikern weit verbreiteten Ansicht wenig.
Eine Ausnahme bildete die Küstenregion Kenias. Die arabischen und islamischen Einflüsse, die in Architektur, Schrift, Kultur und Sprache der Swahili deutlich wurden, führten dazu, dass die Geschichte Ostafrikas in der Regel als Geschichte der ostafrikanischen Küste erzählt wurde. So entstanden um 1900 eine Reihe von ersten historischen Darstellungen Kenias, alle aus der Feder europäischer Historiker, die sich jedoch auf die historischen Geschehnisse an der Küste, auf ihre Beziehungen zu Anrainergesellschaften des Indischen Ozeans und die Herrschaft der Portugiesen und arabischen Sultane beschränkten.
Nach Beginn der Kolonialherrschaft entstanden zahlreiche Arbeiten über die Geschichte der Europäer in Kenia, die die europäische Eroberung als heroische Pioniertat und Kulturtat feierten. Zugleich arbeiteten jedoch auch erstmals Missionare, Ethnologen und koloniale Verwaltungsbeamte verschiedentlich daran, die Geschichte der Afrikaner in Kenia zu erforschen. Diese Forschung war stark von sozialdarwinistischen und evolutionistischen Anschauungen geprägt.
Die wesentliche Schwierigkeit für die Geschichtsschreibung des Binnenlandes im heutigen Kenia ergab sich aus der Schriftlosigkeit der Völker. Nach der Gründung des Nationalstaates Kenia entstand im Land eine rege wissenschaftliche Kultur, die sich um die Erforschung der vorkolonialen Geschichte Kenias verdient machte. Da man auf so gut wie keine schriftlichen Quellen zurückgreifen konnte, basiert diese Forschung auf Methoden der mündlichen Geschichte. In Interviews wurden Ahnenreihen und die überlieferte Geschichte von Familienverbänden gesammelt, Gründungs- und Migrationsmythen analysiert und ausgewertet. Auch archäologischen Funde sowie soziolinguistische Erkenntnisse ergänzten die historische Forschung.

## Vorgeschichte
Fossile Funde auf dem Staatsgebiet des heutigen Kenia belegen, dass in diesem Gebiet schon vor mehr als vier Millionen Jahren Vormenschen wie etwa Australopithecus und Kenyanthropus lebten, ferner deren mögliche Vorfahren wie Orrorin. Funde von Homo habilis und Homo erectus (siehe z. B. Nariokotome-Junge) belegen, dass auch die frühen Arten der Gattung Homo in Kenia beheimatet waren.
Bedeutende archäologische und paläoanthropologische Fundstätten sind u. a. Kantis Fossil Site, Lomekwi, Olorgesailie und Panga ya Saidi.

## Frühgeschichte bis Ankunft der Portugiesen um 1500

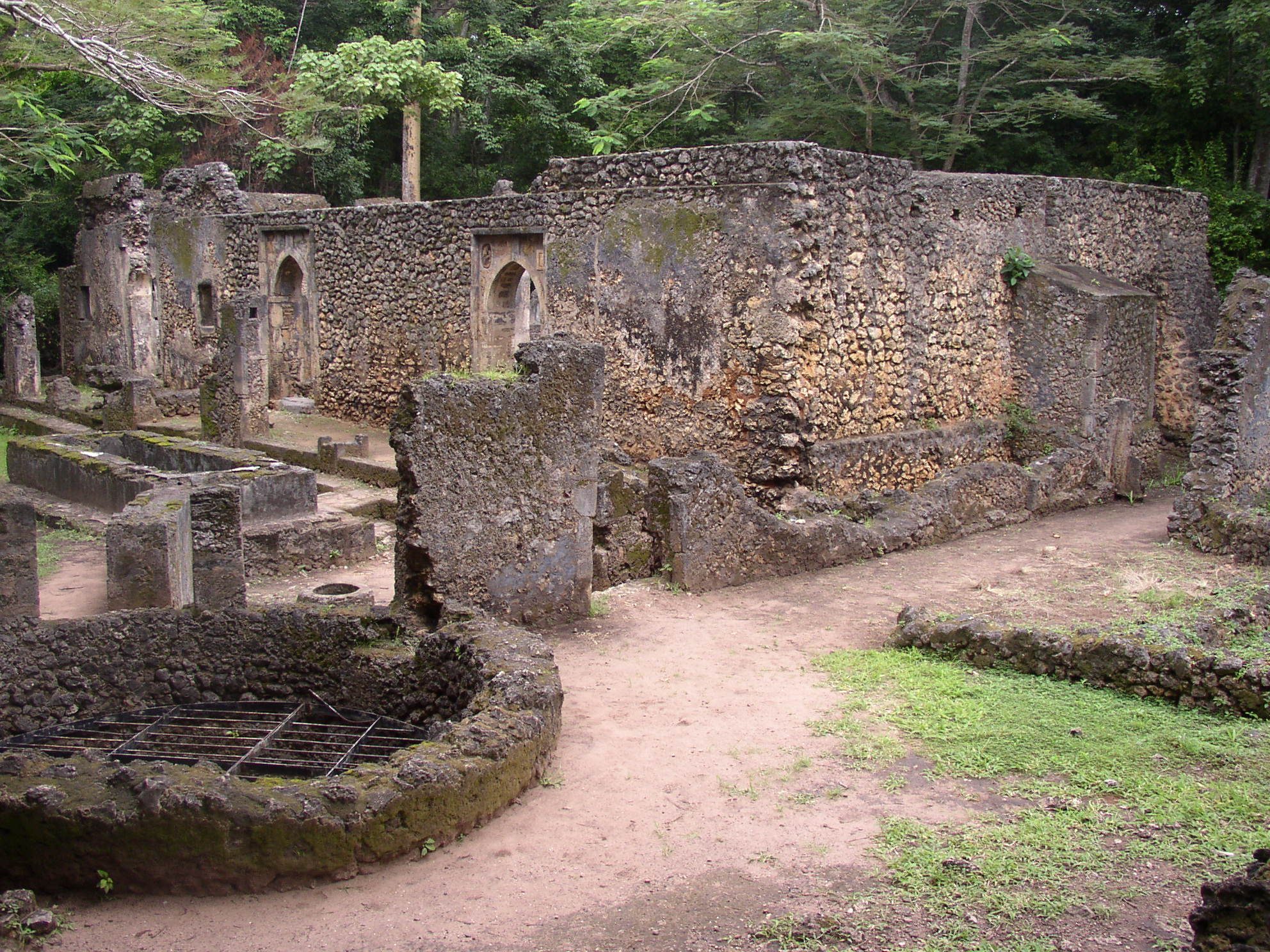
Gede-Ruinen aus dem 13. Jahrhundert

Die frühe Geschichte Kenias ist umstritten. Nach derzeitiger Forschungslage war die Urbevölkerung Kenias Jäger und Sammler, eventuell gehörten ihr die Gumba, Okiek und Sirikwa an. Als erste wichtige Gruppe wanderten kuschitischsprachige Völker aus Nordafrika, vermutlich Äthiopien, ungefähr 2000 v. Chr. ins Gebiet des heutigen Kenias und führten die Viehwirtschaft, darunter die Rinderzucht, ein. Ab etwa Christi Geburt kamen nilotisch- und bantusprachige Völker in die Region und brachten neue Technologien, wie die Eisenverarbeitung, mit.
Gleichzeitig war die Küste Kenias eng in ein internationales Handelsnetz eingebunden. Arabische und römische Händler kamen regelmäßig hierher. Inwieweit auch das Innere Ostafrikas bereist wurde, ist bis heute umstritten. Aus antiken und mittelalterlichen Weltkarten wird deutlich, dass zumindest die Existenz der großen ostafrikanischen Seen und der schneebedeckten Berge bekannt war, auch wenn ihre Lage unterschiedlich angegeben wurde.
Am Ende des ersten Jahrtausends entstand an der Küste eine Kette von kleineren und größeren Handelsstädten, die eng mit der arabischen Welt verbunden waren. Auch der Islam breitete sich aus. Die Küstenbereiche wurden Teil der multikulturellen und multiethnischen Swahili-Gesellschaft. Mombasa und Lamu waren jeweils unabhängige Städte innerhalb der urbanen Küstengesellschaft, die um 1300 ihre volle Blüte erlebten. An vielen Orten wurden Moscheen und prächtige Häuser der örtlichen Eliten errichtet. Einige Städte hatten sogar eine eigene Münzprägung.

## 1500–1900

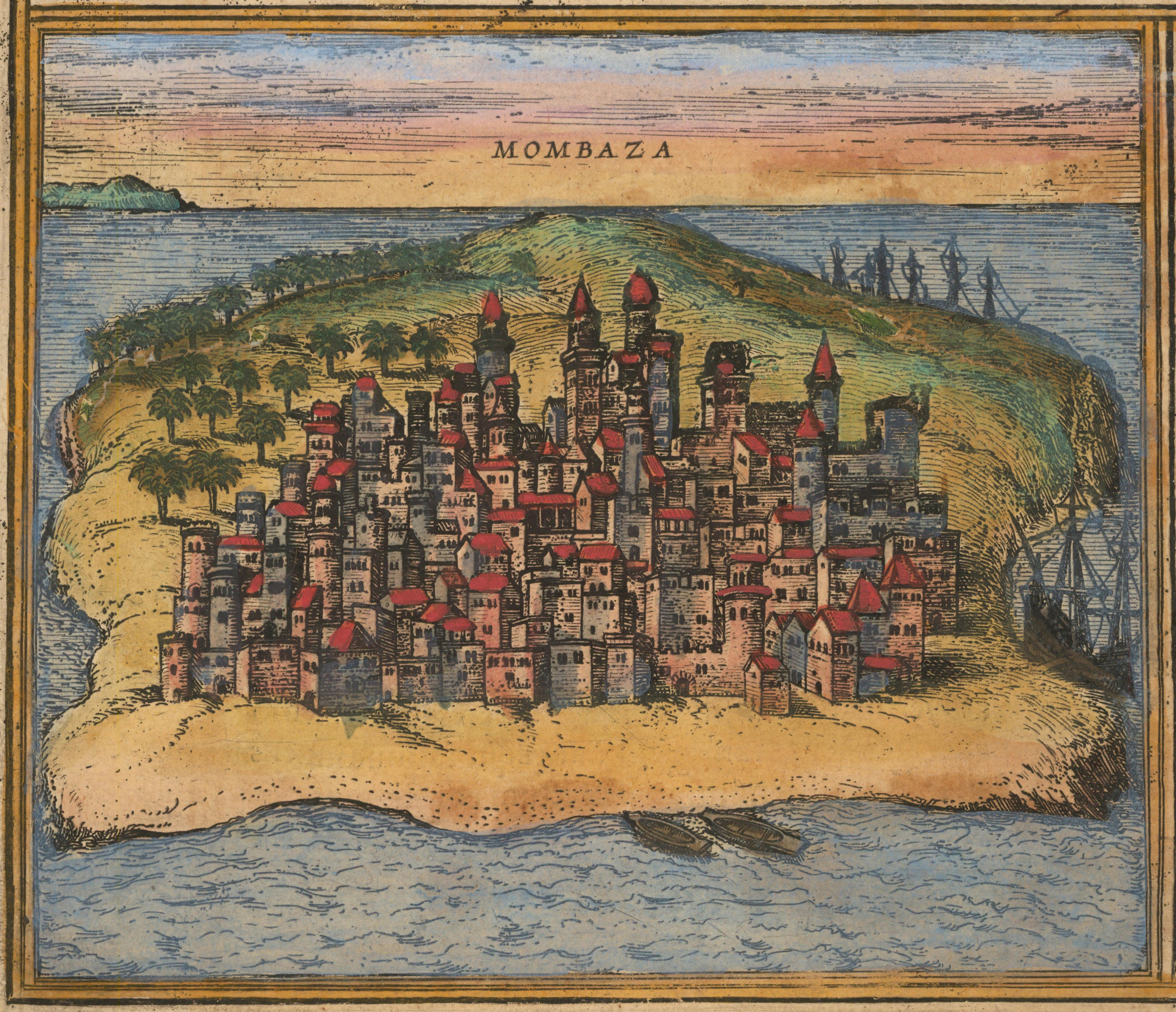
Das frühneuzeitliche Mombasa in einer Abbildung von 1572

Durch den Einfluss der Portugiesen von 1593 bis 1698 wurde die Unabhängigkeit der Küste stark eingeschränkt. Die Migration aus vielen Anrainergebieten des Indischen Ozeans, aus Indien, Arabien sowie aus dem Inland dauerte aber unvermindert an. 1698 eroberte das arabische Oman das Gebiet. Ab 1730 ernannte die omanische Yarubi-Dynastie den einheimischen Mazrui-Clan zum Verwalter der Küste, was zu einer selbstständigeren Entwicklung führte. Als in Oman die Yarubi-Dynastie von der Busaidi-Dynastie gestürzt wurde, geriet auch die kenianische Küste wieder unter stärkere Kontrolle des Omans. Über die Gesellschaften und die Kultur im Inneren Kenias war weiterhin wenig bekannt. Die swahilischen Küstenhändler betrieben den Handel mit Elfenbein und Sklaven über Zwischenhändler, die den Landstreifen hinter der Küste bewohnten. Von ihnen hörten sie, dass die Bewohner des Inneren gefährliche und grausame Menschenfresser seien, vor denen sich Fremde in acht nehmen müssten. Schätzungen gehen von ca. 2,5 Millionen Menschen auf dem Gebiet Kenias um 1800 aus.
Erst in der zweiten Hälfte des 19. Jahrhunderts, als der Preis für Elfenbein auf dem Weltmarkt in die Höhe schoss, begannen die Küstenhändler, selbst ins Innere zu reisen. Aus dieser Zeit stammen die Berichte, die Auskunft über Kenia vor der Kolonialzeit geben. Besonders gefürchtet waren die Massai, die im 19. Jahrhundert große Teile Ostafrikas eroberten und sogar die Küstenstädte bedrohten. Die Händler versuchten daher, die Gebiete des Massai-Einflusses zu umgehen. Ihre Routen führten sie zu den großen Seen, dem Viktoria-See und dem Rudolf-See und bis nach Buganda. Sie kauften Elfenbein, Sklaven und Kautschuk, außerdem hatten die Karawanen, die zwischen 300 und mehr als 1000 Menschen umfassten, einen enormen Bedarf an Lebensmitteln für ihr Personal und an Trägern für ihre Waren. Durch den Handel intensivierten sich die Kontakte mit den Gesellschaften fern der Küste, wo Feuerwaffen, Messing- und Kupferdraht, Stoffe und Tücher und andere Güter, besonders aus Europa, sehr begehrt waren.
Gegen Ende des 19. Jahrhunderts begann das Vereinigte Königreich, seinen Einfluss zu verstärken.

## Kolonialgeschichte

Von der IBEA herausgegebene Briefmarke

Die Geschichte Kenias als Kolonie begann 1885 mit einem deutschen Protektorat über die Besitzungen an der Festlandküste des Sultans von Sansibar und des Sultans von Witu. Die Deutsch-Ostafrikanische Gesellschaft wollte in den Jahren 1885 und 1886 Gebiete an der kenianischen Küste „erwerben“ und noch 1889/90 versuchte der deutsche Kolonialist Carl Peters vergeblich, Rechte am Baringosee und Tana zu begründen. Deutschland gestand den Briten indes alle Gebiete nördlich der Linie Tanga–Victoriasee zu (zuletzt Witu im Jahr 1890).
1888 kam die Imperial British East Africa Company (IBEA) nach Kenia und verwaltete bis 1895 Britisch-Ostafrika. Die IBEA errichtete entlang der bestehenden Karawanenrouten einzelne Stationen mit sehr schwacher Besetzung. Solange die Eisenbahn zum Victoria-See im Bau war, war es in erster Linie Absicht, den Transportweg zum Protektorat Buganda zu sichern. Das führte dazu, dass jene Chiefs im Inneren, die bereits durch den Handel mit Elfenbein und Sklaven mit den swahilischen Kaufleuten von der Küste an Einfluss gewonnen hatten, enge Kontakte zu den ersten Europäern in Kenia pflegten. Unterstützung erhielten die Stationen vor allem von den Massai, die sich in großer Zahl als Hilfs-Militär verpflichteten.

### Frühe Kolonialzeit
Als 1895 die britische Krone die Verwaltung des Gebietes übernahm, änderte sich daran wenig. Der Einfluss der Europäer war auf die Regionen im Umkreis der wenigen Stationen beschränkt. Erst mit dem Bau der Uganda-Bahn von Mombasa zum Viktoria-See, der 1901 beendet war, und der verheerenden Hungerkatastrophe 1899 gelang es der kolonialen Administration, in den begehrten fruchtbaren Regionen die koloniale Herrschaft durchzusetzen.
Zwischen 1890 und 1914 wurde der Widerstand der Bevölkerung gegen die koloniale Übernahme mit zahlreichen sogenannten „Strafexpeditionen“ in allen Teilen des Landes gebrochen. Der Widerstand war vielfältig, da die Gesellschaften jedoch kleinteilig waren und ihre Waffen gegenüber denen der Europäer wenig Chancen hatten, stets schnell gebrochen. Dabei wurde der Bevölkerung das Vieh geraubt, ihre Ernten und die Dörfer verbrannt. Große Teile der fruchtbaren Gebiete wurden enteignet, zu White Highlands erklärt und an weiße Siedler verpachtet oder verkauft. Die afrikanischen Bewohner, so die Nandi, die Girima, die Massai und viele Kikuyu, wurden in für sie abgesteckte Reservate umgesiedelt, die sie ohne Erlaubnis nicht verlassen durften. Diese Regelung war allerdings schwer durchzusetzen, da die Administration auch weiterhin sehr dünn mit Europäern besetzt war und auf die Unterstützung der lokalen afrikanischen Chiefs und einer Hilfspolizei angewiesen war.
Die Fertigstellung der Eisenbahn begünstigte den Zuzug von weißen Siedlern aus Europa, aber auch anderen Ländern, etwa Südafrika und Australien, die sich auf dem billig zu erwerbenden Land niederließen. 1905 gab es etwa 600 weiße Siedler, 1907 bereits 2000. Ihre Zahl stieg stetig weiter an.
Anders als in Tanganyika, wo Swahili, die Sprache der Küstengesellschaft, sich bereits im 19. Jahrhundert durch den intensiven Karawanenhandel ausgebreitet hatte, sah man in Kenia diese Sprache als die Sprache der kolonialen Unterdrücker an, da die Kolonialbeamten und ihre afrikanischen Angestellten in dieser Sprache kommunizierten.

### Der Erste Weltkrieg
Der Erste Weltkrieg hatte entscheidenden Einfluss auf Kenia und die weitere politische Entwicklung. Ostafrika gehörte zu den wenigen Regionen außerhalb Europas, die lange einen aktiven Kriegsschauplatz darstellten. Tausende von Afrikanern wurden in Kenia zum Kriegsdienst zwangsverpflichtet. Nur wenige gehörten dabei den regulären Truppen an. Von den rund 350.000 afrikanischen Trägern, die an dem Kriegszug gegen Deutsch-Ostafrika teilnahmen, waren rund 150.000 in Britisch-Ostafrika (Kenia) rekrutiert worden, der größte Teil unter Zwang. Die Suche nach Trägern in Kenia nahm ab 1917 Formen an, die an Sklavenjagden erinnerten. Die Männer wurden von ihren Feldern, aus ihren Häusern, von den Straßen weg in die Kasernen getrieben, ohne dass deren Angehörige etwas über ihren Verbleib erfuhren. Von den rund 50.000 offiziell registrierten Toten (jeder dritte Kriegsteilnehmer aus Kenia starb) unter den kenianischen Afrikanern während des Ersten Weltkrieges hatten nur 4300 den bewaffneten Truppen angehört.
Dem Krieg folgte die weltweite Grippeepidemie, die auch in Kenia tausende Opfer forderte. Schätzungen (die allerdings sehr ungenau sind, da bis 1960 keine Volkszählung durchgeführt wurde und die afrikanische Bevölkerung vermutlich unterschätzt wurde) sprechen von 10 bis 15 % Toten in den bevölkerungsreichen Gegenden.
Die Erfahrung des Krieges hatte einen prägenden Einfluss auf die afrikanischen Kriegsteilnehmer. Der Austausch mit Afrikanern nicht nur aus ganz Ostafrika, sondern auch aus vielen anderen britischen Kolonien wie Gambia, Nigeria und Sierra Leone sowie mit Soldaten aus Indien hatte entscheidenden Einfluss auf die Entwicklung eines politischen Bewusstseins und von pan-afrikanischen Ideen. Der Krieg hatte gelehrt, dass die Vorherrschaft der Briten keine unveränderlich gegebene Tatsache war.

### Ausbau der Siedlerkolonie

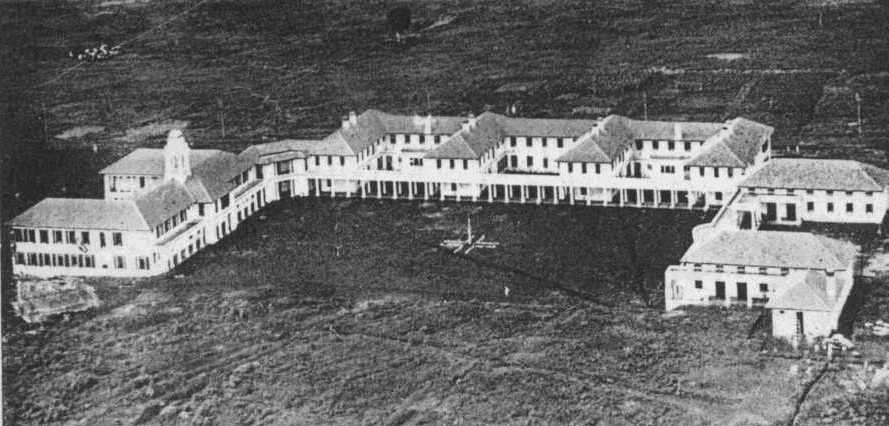
Die Prince of Wales School in der Nähe von Nairobi 1932. Sie war den Kindern weißer Siedler in Kenia vorbehalten.

Kurz vor dem Ersten Weltkrieg war die Zahl der weißen Siedler in Kenia auf 5438 angewachsen, danach erfolgte eine neue Zuzugswelle. Kenia wollte besonders die Hochrangigen unter den demobilisierten britischen Militärs anziehen. So lebten 1921 bereits fast doppelt so viele weiße Siedler in Kenia, von denen über ein Drittel von der Landwirtschaft lebte.
1920 wurde Kenia offiziell zur Kronkolonie. Der Einfluss der Siedler in der Kolonie nahm in der Verwaltung schnell zu. Mehr und mehr kristallisierte sich das Ziel einer Kolonie heraus, die nach dem Vorbild der Südafrikanischen Union durch die europäischen, weißen Siedler bestimmt war. Sie drängten auf weitere Landenteignungen und die Verkleinerung der Reservate, um Afrikaner als preiswerte Arbeitskräfte auf ihre Farmen zu zwingen. Jeder Afrikaner ab dem 16. Lebensjahr musste sich registrieren lassen und seine Registrierungskarte in einem Metallbehälter an einer Schnur um den Hals bei sich tragen. Darauf waren die geleisteten Arbeitstage verzeichnet. Zudem hatten die Afrikaner eine hohe Steuerlast zu tragen, die sie auf den Lohnarbeitermarkt zwingen sollte.

### Früher antikolonialer Widerstand
Große Unzufriedenheit herrschte über das Verwaltungssystem. Die von der Kolonialverwaltung eingesetzten afrikanischen Oberhäupter und die sogenannten Tribal Retainer, afrikanische Polizisten, wurden schlecht bezahlt und lebten von Schmiergeldern und Korruption. Dadurch wurde ein Zustand der Willkür unterstützt, bei dem sich die afrikanischen Angestellten der Kolonialmacht ungestraft bereichern konnten, ihren Nachbarn Land und Vieh stahlen und sich mehr und mehr Menschen als mittellos wieder fanden.

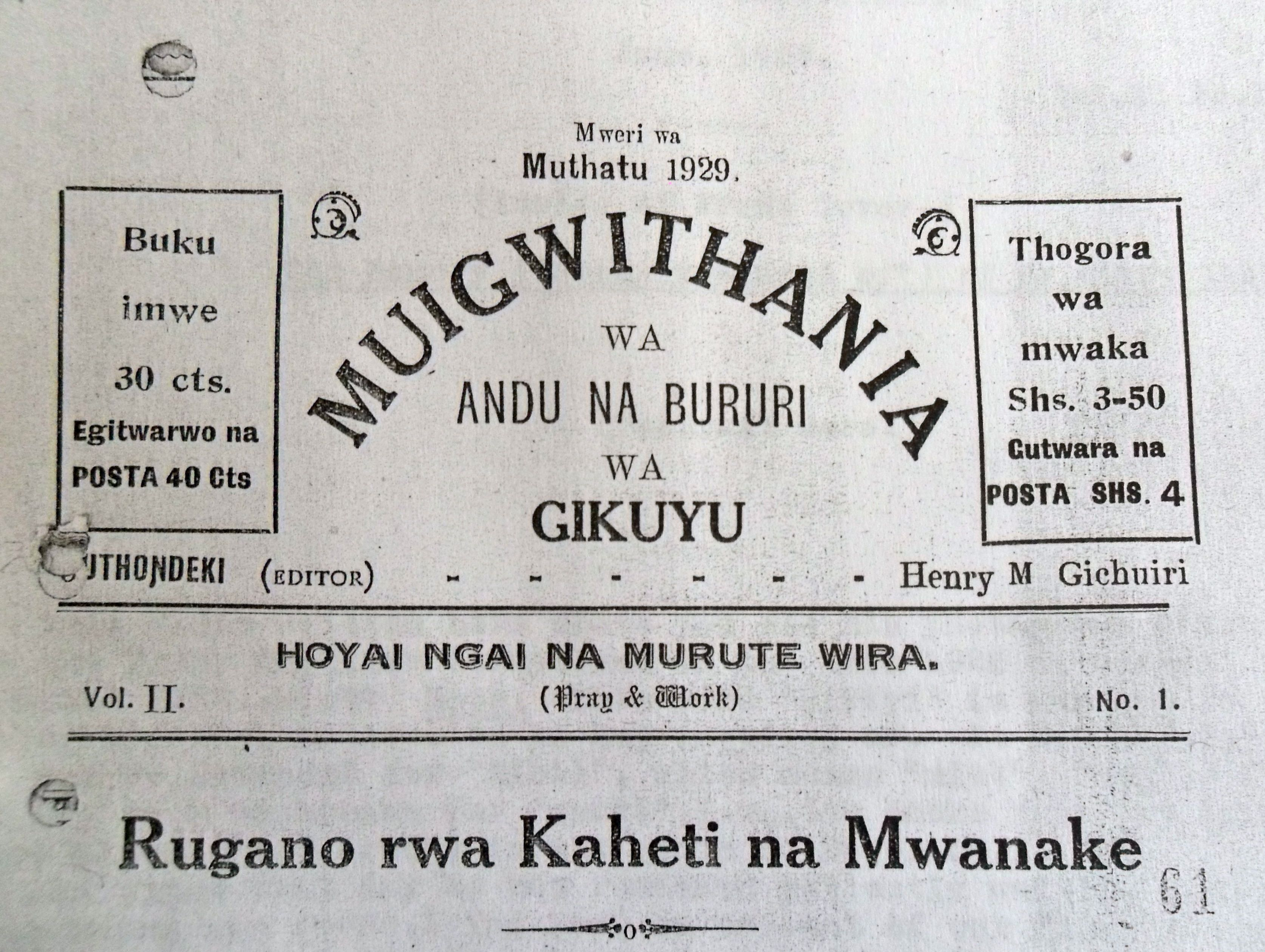
Titelblatt einer kikuyusprachigen Zeitschrift aus den 1920er Jahren. Sie erinnerte regelmäßig an den inhaftierten Harry Thuku, Jomo Kenyatta war einer der Hauptautoren.

In Nairobi und den Missionszentren bildeten sich Anfang der 1920er Jahre politische Gruppen um gebildete Missionsschüler, die versuchten, aktiv in den kolonialen Verwaltungsprozess einzugreifen. In Nairobi entstand die East African Association, die sich aus muslimischen und christlichen Afrikanern aller Regionen Kenias zusammensetzte. Auch Afrikaner aus anderen Teilen Ostafrikas, etwa Uganda, waren Mitglieder. Sie veranstalteten große Meetings in den afrikanischen Vierteln Nairobis, wo sie die Abschaffung der Registrierungskarten und eine Steuersenkung forderten. Im ländlichen Kikuyugebiet entstand eine ähnliche Organisation, die Kikuyu Association, die mit den gleichen Forderungen an die Öffentlichkeit ging. Im westlichen Kenia organisierten sich im Missionszentrum Maseno gebildete junge Afrikaner in der Young Kavirondo Association, die sich gegen Steuerlast, die Enteignung des afrikanischen Landes für europäische Siedler und das demütigende Registrierungssystem wandten. Ihre Galionsfigur war der Kikuyu Harry Thuku, der durch ganz Kenia gereist war und versucht hatte, bei öffentlichen Versammlungen die Unzufriedenheit in politische Aktivität umzuwandeln. Als Thuku im März 1922 verhaftet wurde, kam es zu einer offenen Konfrontation an der Polizeistation in Nairobi, wo Thuku einsaß. Über zwanzig protestierende Afrikaner wurden getötet und Thuku in den Norden Kenias verbannt. Danach nahmen die politischen Aktivitäten kurzfristig ab.
Bald darauf wurde die Kikuyu Central Association (KCA) gegründet, eine von Kikuyu dominierte politische Partei, die für die Rückgabe des enteigneten Landes, Steuersenkungen und für afrikanische Abgeordnete im Legislativ Council kämpfte.
Während der afrikanische Widerstand kaum ernst genommen wurde, schufen Forderungen des indischen Bevölkerungsteils in Kenia bei der Verwaltung Unruhe. Die Inder forderten das Wahlrecht, unbeschränkte Einreise und die Beseitigung der Rassengrenzen, worauf die europäischen Siedler mit wütendem Widerstand reagierten. Sie taten sich in einer Vereinigung zusammen und planten eine militärische Revolte, die ein unabhängiges Kenia zur Folge haben sollte. Dazu kam es jedoch nie, es wurde stattdessen ein Kompromiss gefunden. Zu den elf europäischen Mitgliedern im Legislative Council durften fünf indische und ein arabisches Mitglied gewählt werden. Gegenüber den Afrikanern dagegen wurde de facto eine Apartheidpolitik praktiziert.

### Mission und Bildung
Seit Ende des 19. Jahrhunderts siedelte sich eine Vielzahl von Missionsgesellschaften in dem Gebiet an. Katholische und protestantische, reformierte und freikirchliche, britische, amerikanische, italienische und französische Missionsstationen wurden vor allem in den bevölkerungsreichen Gebieten in Zentralkenia und im westlichen Teil eröffnet. Die Möglichkeit, dort neben der christlichen Religion auch europäische Bildung zu erwerben, übte einen großen Reiz auf die Einwohner aus. Viele der späteren Politiker Kenias stammten aus der ersten und zweiten Generation der gebildeten Missionsschüler, wie der erste Präsident des unabhängigen Kenia, Jomo Kenyatta.
Obwohl sich die Kolonialregierung faktisch dazu verpflichtet hatte, allen Afrikanern die Möglichkeit des Schulbesuches zu bieten, waren es in erster Linie die Missionen, die das Bildungsangebot stellten. Daraus ergaben sich bald Konflikte, da die gebildeten Missionsschüler nach Unabhängigkeit strebten und sich bald gegen den Kulturimperialismus der Missionen wehrten. Kulminationspunkt waren Debatten um die Beschneidung von Mädchen und Frauen unter den Kikuyu Ende der 1920er Jahre. Nachdem die Mission diese Praxis verbot, wandten sich tausende Kikuyu von den Missionen ab und gründeten unabhängige Schulen und Kirchen.

### Die koloniale Wirtschaft
Obwohl eine große Zahl der weißen Siedler von der Landwirtschaft lebte, war diese letztendlich nicht gewinnbringend. Zu Beginn profitierten viele der Farmer von Landspekulationen. Da das den Afrikanern entwendete Land zu Anfang des Jahrhunderts gegen Schleuderpreise abgegeben wurde, konnten viele Farmer mit dem Weiterverkauf an nachfolgende Siedler hohe Preise erzielen. Gescheiterte Versuche, Cash Crops wie Sisal und Kautschuk anzubauen, verschlangen viel Geld, bevor sich Kaffee und Tee als Hauptanbauprodukt durchsetzten. Auch Mais und Weizen erzielten hohe Gewinne, insbesondere zu Beginn der 1920er Jahre, als die Preise auf dem Weltmarkt rasant stiegen. Die starke Konkurrenz afrikanischer Landwirte wurde ausgeschaltet, indem sie vom Exportmarkt ausgeschlossen wurden. Als Ende der 1920er Jahre jedoch die Weltmarktpreise fielen, konnten nur massive Zuschüsse durch die Regierung den Zusammenbruch der Siedler-Wirtschaft verhindern.

### Der Zweite Weltkrieg
Im Zweiten Weltkrieg boomte die kenianische Wirtschaft, da die weißen Siedler Kenias einen wesentlichen Anteil für die Nahrungsmittelversorgung Großbritanniens übernehmen sollten. Die Regierung sicherte ihnen dafür feste Preise zu. Der Zustrom an Geldern beschleunigte die Mechanisierung der Landwirtschaft. Afrikanische Arbeiter auf den Farmen wurden zunehmend überflüssig. Das führte dazu, dass viele Siedler die afrikanischen Squatter von ihrem Land in die Reservate vertrieben, wo die Landknappheit rapide stieg, was für Zorn und Unmut in der einheimischen Bevölkerung sorgte. Im Gegenzug wuchs der politische Einfluss der Siedler, insbesondere, als nach dem Krieg ihre Zahl durch eine weitere Welle von Einwanderern auf 40.000 stieg. Ihr Ziel war die politische Eigenständigkeit von Großbritannien nach dem Vorbild der Südafrikanischen Union, ein Apartheidsstaat, der Afrikanern keine politischen Rechte einräumte.

### Freiheitskampf
Siehe Mau-Mau-Krieg
Am 20. Oktober 1952 rief die Kolonialverwaltung den Ausnahmezustand aus. Ursache waren die bewaffneten Aktivitäten der Mau Mau im zentralen Kenia. Die Besteuerung, die Landenteignungen, die Verschlechterung der Lebenssituation der afrikanischen Squatter, der Afrikaner in den Reservaten und Städten und der Ausschluss der afrikanischen Bevölkerung von politischer und wirtschaftliche Partizipation hatte in den 1950er Jahren dazu geführt, dass sich radikale Gruppen bildeten und mit Gewalt gegen weiße Siedler und regierungstreue Afrikaner vorgingen.
Die Mau Mau operierten vor allem in Nairobi und mit den Mitteln des Guerillakrieges von den Wäldern aus. Die Kolonialregierung reagierte mit Härte. Zahlreiche afrikanische Führungspersönlichkeiten wurden verhaftet, darunter Jomo Kenyatta, der mit den Mau Mau in keinerlei Verbindung stand. In einer großen Offensive wurden die Mau Mau verfolgt. Rund eine Million Kikuyu wurde in Lager interniert, um die Verbindung der Zivilbevölkerung mit den Freiheitskämpfern zu unterbinden. 1956 waren die Mau Mau endgültig besiegt.
Zugleich hatten sich seit dem Zweiten Weltkrieg jedoch auch zahlreiche zivile Oppositionsgruppen formiert, Gewerkschaften organisierten Streiks und politische Parteien versuchten, Reformen zu erwirken. Die Einsicht, dass Afrikaner nicht mehr aus Entscheidungsprozessen herauszuhalten seien, setzte sich schließlich durch.
1960 wurde der Ausnahmezustand aufgehoben, im Juni 1963 Jomo Kenyatta zum Premierminister ernannt. Im Dezember 1963 erlangte Kenia die Unabhängigkeit und trat in das Commonwealth of Nations ein.

### Geschichte des Frauenwahlrechts
Die Geschichte des Frauenwahlrechts ist mit der Kolonialgeschichte verknüpft: Seit 1907 gab es in Kenia eine gesetzgebende Versammlung. Beeinflusst durch das britische Wahlrecht bekamen weiße Frauen in Kenia 1919 das Wahlrecht, asiatische Frauen und Männer 1923. Schwarze, die über Besitz und Bildung verfügten, erhielten 1957 das Wahlrecht, darunter waren aber nur wenige Frauen. Insgesamt erlangten mit dieser Änderung etwa 60 Prozent der Bevölkerung das Wahlrecht. Arabische Frauen waren gänzlich vom Wahlrecht ausgeschlossen. Arabische Frauen aus Mombasa reichten bei der Kolonialregierung eine Petition ein, in der sie gegen die Verweigerung des Wahlrechts protestierten. Ihre Petition war erfolgreich. Das folgende Jahr verbrachten die Initiatorinnen damit, arabische Frauen davon zu überzeugen, sich als Wählerinnen registrieren zu lassen und ihre Wahlrechte auszuüben. Das allgemeine aktive und passive Wahlrecht für alle ab 18 kam erst mit der Unabhängigkeit am 12. Dezember 1963. Die erste Wahl einer Frau ins nationale Parlament, Phoebe Asoiyo, erfolgte erst im Dezember 1969.

## Die Ära Jomo Kenyatta 1964–1978

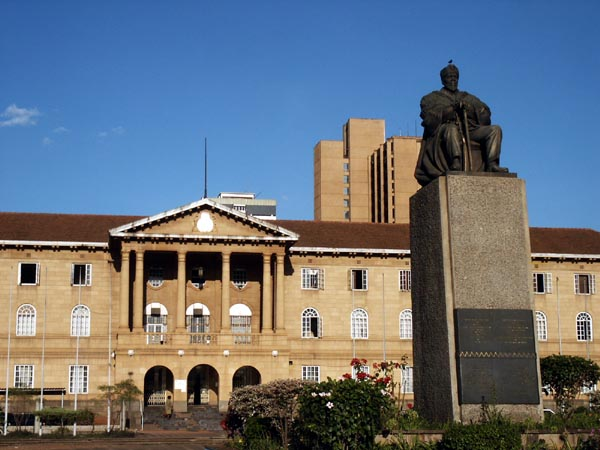
Statue Jomo Kenyattas vor dem Parlamentsgebäude in Nairobi.

Am 12. November 1964, dem ersten Jahrestag der Unabhängigkeit Kenias, wurde das Land zur Republik und der bisherige Premierminister Jomo Kenyatta wurde erster Präsident des Landes. Unter Kenyatta konsolidierte sich der junge Nationalstaat in einer Politik der Afrikanisierung und Nationalisierung. Die offizielle Entwicklungsideologie war Kenyattas Harambee-Philosophie, die dazu aufrief, gemeinsam am Aufbau des Staates mitzuarbeiten. Nach dem Prinzip der Hilfe zur Selbsthilfe entstanden für Straßen- und Brückenbau, Schulbildung und für die Wasser- und Gesundheitsversorgung zahlreiche Selbsthilfeprojekte.
Politisch war die Amtszeit Kenyattas durch den Übergang vom Mehrparteien- zum Einparteiensystem mit der Kenya African National Union (KANU) als Staatspartei geprägt. Kenyatta baute zudem die Macht des Präsidenten zunehmend aus und besetzte viele politische und wirtschaftliche Schlüsselpositionen mit Kikuyu, insbesondere Personen aus seinem Heimatdistrikt Kiambu. Mit der Gikuyu Embu Meru Association (GEMA) etablierte sich ein Zirkel von Vertrauten, mit deren Hilfe Kenyatta zunehmend regierte, während die KANU als Partei nahezu bedeutungslos wurde.
In der Amtszeit Kenyattas begann eine Ethnisierung der Politik, die bis heute die politische Kultur Kenias prägt. Kenyatta förderte vor allem Kikuyu, Luo und Kamba, beispielsweise indem er Mitglieder dieser Gruppen im Rift Valley und an der Küste ansiedelte, um ihren Einfluss im Land zu verstärken.
Alle Versuche, oppositionelle Parteien und Organisationen zu formieren, wurden unterbunden. Politische Gegner wurden inhaftiert oder ermordet, wie etwa der KANU-Generalsekretär Tom Mboya. Die Verwaltung des Landes wurde zentralisiert und föderale Interessen ausgeschaltet.

### Landfrage
Nachdem eine der Hauptforderungen der Mau Mau die Rückgabe des enteigneten Landes gewesen war, stellte die Landpolitik Kenyattas für viele Kenianer eine bittere Enttäuschung dar. Das zu Beginn des Jahrhunderts für europäische Farmen gestohlene Land musste von kenianischen Bauern gekauft werden. Dafür stellten ihnen die Regierung Kredite zur Verfügung, die ihrerseits durch Kredite Großbritanniens und der Weltbank finanziert wurden. Von dieser Politik profitierten in erster Linie loyale Kikuyu und Kollaborateure der Kolonialregierung. Zu Beginn der 1970er Jahre waren weniger als 40 % des zuvor enteigneten Landes an kenianische Kleinbauern verkauft worden, fast 60 % dagegen waren große Farmen der afrikanischen Elite.

### Wirtschaft
Wirtschaftlich galt Kenia während der Amtszeit Kenyattas als afrikanisches Musterland. Gute Verbindungen zu westlichen Ländern, ausländische Hilfen und Investitionen sorgten für enormen wirtschaftlichen Aufschwung mit jährlichen Wachstumsraten von ca. 10 %. Verbunden waren damit jedoch auch hohe Arbeitslosenquoten und wachsende soziale Ungleichheit. Mit dem Schlagwort der „Afrikanisierung der Wirtschaft“ und mittels zweier im Jahre 1967 vom Parlament beschlossener Gesetze, dem Trade Licensing Act und dem Import, Export, and Essential Supplies Act, versuchte Kenyatta die indischstämmige Minderheit, die sogenannten „Asians“, die in vielen Landesteilen den Handel bestimmten, daraus zu verdrängen.

### Bildung
Eines der Hauptziele des jungen unabhängigen Kenia war die Verbesserung der Bildungsangebote. Zwischen 30 % und 40 % des Staatshaushaltes gingen in den Ausbau von Schulen und Bildung. Es entstanden vor allem verstärkt Angebote für eine Sekundärschulausbildung und die erste Universität, die in Nairobi angesiedelt war. Einen großen Teil der entstehenden Schulen nahmen die sogenannten Harambee-Schulen ein. Schritt für Schritt wurden die Schulgebühren für Primar- und Sekundarschule gesenkt und zum Teil abgeschafft.

## Die Ära Daniel arap Moi 1978–2002

### Die Präsidialdiktatur 1978–1992
Nach Kenyattas Tod am 22. August 1978 wurde der damalige Vizepräsident Daniel arap Moi der neue Präsident. Seine populistische Politik, die er in die Nyayo-Philosophie kleidete und die auf den Schlagworten Liebe, Frieden und Einheit fußte, machte ihn besonders in den ersten Jahren seiner Regierungszeit in ganz Kenia äußerst populär. Er verdammte Korruption und Vetternwirtschaft und verbot tribale Organisationen wie die GEMA. Zugleich ersetzte er viele Kikuyu in Führungspositionen mit Anhängern aus seiner eigenen ethnischen Gruppe, den Kalenjin, aus der Gruppe der Luhya und der Massai.
Nach einem Putschversuch der kenianischen Luftwaffe setzte Moi mit einer Verfassungsänderung 1982 ein Einparteiensystem durch, was ihn juristisch legitimierte, wie Kenyatta politische Opposition auszuschalten. Zugleich stützte er sich stark auf die KANU als Körperschaft. Er dezentralisierte die Verwaltung und räumte den Distrikten und Provinzen damit wieder mehr eigenen Entscheidungsspielraum ein.
Die Kontrollfunktionen jedoch von Parlament, Kabinett, Wahlkommission, Justiz, Medien und Gesellschaft wurden in dieser Phase immer mehr zugunsten einer wachsenden Macht des Präsidenten eingeschränkt, obwohl formal die Macht beim Parlament lag. Kritiker wurden verfolgt, politische Morde erzeugten ein Klima des Misstrauens und der Angst.
Wirtschaftlich traf Mois Amtszeit mit dem Eintreffen der weltweiten Wirtschaftskrise auf dem afrikanischen Kontinent zusammen. Die Exporte gingen zurück, das Pro-Kopf-Einkommen sank.

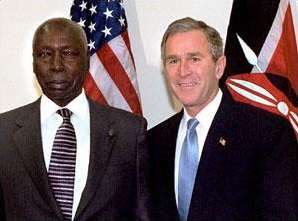
Daniel arap Moi bei einem Besuch in New York, 2001

### Demokratisierung 1992–2002
Unter dem Druck westlicher Regierungen und internationalen Institutionen wie der Weltbank begann sich Moi zu Beginn der 1990er Jahre einem Mehrparteiensystem zu öffnen. Zugleich formierte sich auch in Kenia eine breite politische Opposition, die auf Reformen drängte und sich unter dem von Raila Odinga ins Leben gerufenem Forum for the Restauration of Democracy (FORD) zusammenfand. Ende 1991 beschloss das kenianische Parlament die Wiedereinführung eines Mehrparteiensystems. Noch vor den Wahlen im Dezember 1992 zerbrach die Opposition und gliederte sich in ethnisch geprägte Gruppen auf, was Moi und seiner KANU bei den Wahlen eine knappe Mehrheit bescherte.
Vor den nächsten Wahlen konnte die sich neu bildende Opposition jedoch durchsetzen, dass das Parlament ein Reformpaket verabschiedete. Damit wurde die Opposition auch an der Regierung, bei den Wahlkommissionen und am Zugang zu Medien beteiligt.
Am 7. August 1998 ereigneten sich koordinierte Explosionen auf die US-Botschaften in Daressalam im Nachbarland Tansania, sowie in der Hauptstadt Nairobi, wo es etwa 212 Todesopfer und 4000 Verletzte gab.

## Geschichte seit 2002

### Präsident Mwai Kibaki

Demonstration des Orange Democratic Movement

Nachfolger im Präsidentenamt wurde Mwai Kibaki (Mois früherer Vizepräsident) mit der National Rainbow Coalition (National Alliance of Rainbow Coalition – NARC), der New African Rainbow Coalition. Die neuesten Entwicklungen zeigen allerdings, dass auch Kibaki und seine Regierung sehr umstritten sind, und NARC wurde im öffentlichen Diskurs umgedichtet zum Spruch Nothing (H)As Really Changed. Die aktuelle Kontroverse stellt die Diskussion um die neue Verfassung dar. Am 21. November 2005 hat die Bevölkerung nach einer das Land stark polarisierenden Kampagne in einer Volksabstimmung den gegenüber dem ursprünglichen Bomas Zero Draft stark veränderten Verfassungsentwurf der Regierung (Wako Draft) abgelehnt.
Unter Mois und unter Kibakis Präsidentschaft blühte die Korruption. Einzelne Skandale wurden in den 1990er Jahren zwar aufgedeckt, so der Goldenberg-Skandal und der Anglo-Leasing-Skandal, doch blieb dies ohne Konsequenzen; die Täter gingen straffrei aus.

### Präsident Uhuru Kenyatta
2003 hatte Uhuru Kenyatta, ein Sohn Jomo Kenyattas, die Präsidentschaftswahl gegen Kibaki verloren, 2013 gewann er die Wahl und wurde somit Kibakis Nachfolger. Zuvor wurde er 2010 vor dem Internationalen Strafgerichtshof in Den Haag wegen der Anstiftung zu Unruhen bei der Wahl 2003 angeklagt; die Anklage wurde 2014 mangels Beweisen fallengelassen. 2017 wurde das größte Infrastrukturprojekt der kenianischen Geschichte eröffnet: die von einem chinesischen Unternehmen errichtete Standard Gauge Railway von Mombasa nach Nairobi. Im selben Jahr gewann Kenyatta die Präsidentschaftswahl gegen Raila Odinga erneut, sie wurde aber annulliert und im Oktober 2017 wiederholt. Odinga rief vor der Wahl zum Boykott auf. Kenyatta gewann mit rund 98 % der Stimmen, bei einer Wahlbeteiligung von rund 35 %.

### Präsident William Ruto seit 2022
Im August 2022 gewann der bisherige Vize-Präsident William S. Ruto als Anführer des Kenya-Kwanza-Parteienbündnisses die Präsidentschaftswahl. Mit 50,5 % der Stimmen lag er vor Raila Odinga, der auf 48,9 % kam. Raila Odinga versuchte das Wahlergebnis vor dem obersten Gericht anzufechten, welches die Klage jedoch zurückwies.
Das Kenya Finance Bill im Mai 2024 löste landesweite Proteste aus.

### Hungersekte
Sektenführer Paul Mackenzie Nthenge zwang Anhänger, sich zu Tode zu hungern, um „Jesus zu begegnen“. In Massengräbern und im Shakahola-Wald im Osten von Kenia wurden ab 21. April 2023 tote und verhungernde Anhänger des Sektenkults geborgen, darunter 39 lebende. 22 Menschen wurden verhaftet. Anführer Nthenge hatte sich am 15. April 2023 der Polizei gestellt. Mit Stand 26. April 2023 sind 95 Menschen gestorben, hauptsächlich Kinder. Im Juli 2024 begann in Mombasa ein Gerichtsprozess gegen Nthenge und 94 weitere Angeklagte wegen Terrorismus. Ihnen wird vorgeworfen, für den Tod von über 440 Menschen verantwortlich zu sein. In separaten Verfahren ist Mackenzie wegen Mordes und Totschlags sowie Folter und Misshandlung von Kindern angeklagt.